# 4-异氰基-1,2-二甲氧基苯
4-异氰基-1,2-二甲氧基苯是一种有机化合物，化学式为C9H9NO2。它可由N-(3,4-二甲氧基苯基)甲酰胺和三氯氧磷在三乙胺存在下于二氯甲烷中反应制得。

## 反应
它和三甲基叠氮硅烷反应，可以得到1-(3,4-二甲氧基苯基)-1H-四唑。